# Vincenzo Mannino (pianista)
Vincenzo Mannino (Palermo, 9 gennaio 1913 – Palermo, 22 giugno 2002) è stato un pianista, insegnante e compositore italiano.

## Biografia
Ha studiato al Conservatorio Alessandro Scarlatti (allora Vincenzo Bellini) di Palermo sotto la guida di Marcello Buogo, diplomandosi nel 1931. Successivamente si perfezionò a Roma con Alfredo Casella e a Vienna con Paul Weingarten, allievo di Emil Georg Conrad von Sauer. Diplomato in composizione sotto la guida di Antonio Savasta, partecipò in qualità di rappresentante per l’Italia al Concorso Internazionale di Vienna, che lo vide tra i premiati.
Dopo aver insegnato nel 1934 e 1935 a Palermo, vinse i concorsi a cattedra di Taranto e Pesaro. Trasferitosi in quest’ultima città, vi rimase come docente fino al 1950, anno in cui tornò a Palermo. Lì venne subito eletto dal Collegio dei Docenti vicedirettore per poi diventare Direttore incaricato dal 1959 al 1966, mantenendo nel contempo la cattedra di pianoforte. 
Per molti anni ha ricoperto la carica di rappresentante per la "Sicilia del Sindacato Nazionale Musicisti" . Scrisse numerosi brani per pianoforte, la maggior parte dei quali dedicati alla didattica dello strumento, tra cui: Studio cromatico,15 Studi per pianoforte, Le scale e Gli arpeggi, gli ultimi due in particolare adottati dai conservatori italiani ed esteri. 

## Opere

### Composizioni
- Studio cromatico (ad Antonio Savasta)
- Minuetto e Burlesca
- Le scale – per pianoforte
- Le scale in doppie terze e doppie seste – per pianoforte
- Gli arpeggi – per pianoforte
- 15 Studi per pianoforte

### Revisioni
- J.B. Duvernoy, Scuola preparatoria della velocità op. 276, Milano, 2017 (?)